# جيمس ستراكان
جيمس ستراكان هو سياسي أسترالي، ولد في 1810، وتوفي في 14 أبريل 1875. انتخب عضو المجلس التشريعي الفيكتوري ‏.